# Hultagöl (Asa socken, Småland, 633708-144238)
Hultagöl är en sjö i Växjö kommun i Småland och ingår i Mörrumsåns huvudavrinningsområde. Sjön har en area på 0,0678 kvadratkilometer och ligger 217 meter över havet.

## Delavrinningsområde
Hultagöl ingår i det delavrinningsområde (633222-144233) som SMHI kallar för Utloppet av Öjaren. Medelhöjden är 202 meter över havet och ytan är 29,27 kvadratkilometer. Räknas de 28 avrinningsområdena uppströms in blir den ackumulerade arean 633,57 kvadratkilometer. Avrinningsområdets utflöde Mörrumsån (Åbyån) mynnar i havet. Avrinningsområdet består mestadels av skog (70 procent) och jordbruk (13 procent). Avrinningsområdet har 2,43 kvadratkilometer vattenytor vilket ger det en sjöprocent på 8,3 procent.